# Arroyo Santa Ana
Der Arroyo Santa Ana ist ein Fluss in Uruguay.
Er fließt in Nord-Süd-Richtung auf dem Gebiet des Departamento Florida und mündet als rechtsseitiger Nebenfluss an der Grenze zum Nachbardepartamento Canelones in den Río Santa Lucía. Die Mündung liegt dabei einige Kilometer westlich von San Ramón beim Paso de Arias.